# SN 1979A
SN 1979A – supernowa typu I odkryta 15 stycznia 1979 roku w galaktyce NGC 4647. W momencie odkrycia miała maksymalną jasność 15,00m.